# Tavernes Blanques
Tavernes Blanques è un comune spagnolo di 9 351 abitanti situato nella comunità autonoma Valenciana.